# منى زكي
منى علي محمد زكي (18 نوفمبر 1976؛القاهرة، مصر–) هي ممثلة مصرية قدمت العديد من المسرحيات، من أبرزها كده أوكيه (2003) مع الفنان هاني رمزي. كما شاركت في عدة أفلام، من أهمها خالتي فرنسا مع الفنانة عبلة كامل وفيلم أبو علي مع الفنان كريم عبد العزيز، الذي يعتبر من أفضل أعمالها ويعزز مكانتها بين الفنانين الكبار.

## النشأة
ولدت في القاهرة، وهي أصغر أخواتها. عمل والدها طبيبًا، بينما حازت والدتها على ماجستير في التربية الرياضية وعملت في مدارس بورسعيد لفترة. عاشت معظم سنوات طفولتها متنقلة بين الكويت وإنجلترا والولايات المتحدة بسبب عمل والدها. درست الإعلام في قسم العلاقات العامة والإعلان بجامعة القاهرة.

## حياتها الفنية
بدأت التمثيل من خلال مسرح جامعة القاهرة، وكان أول عمل فني لها مسرحية بالعربي الفصيح مع الفنان محمد صبحي. ساهمت شهرتها في السينما بأفلام ظهرت في أواخر التسعينات، في إطار ما عُرف بموجة أفلام الكوميديا.
عملت في بداياتها على صياغة مفهوم "السينما النظيفة" أو "سينما الأسرة"، حيث حرصت على تقديم أدوار الفتاة ذات الوجه الملائكي البريء، مبتعدة عن الأدوار الحسية أو ذات الصفات الأخلاقية السلبية. صنعت شعبيتها من خلال أداء شخصيات الفتيات من الطبقة المتوسطة أو الشعبية في مصر، مما زاد من عدد معجبيها، خاصة بين شباب الطبقة الوسطى.
شاركت أيضًا في فيديو كليب أغنية "ابن الأصول" مع الفنان نايف الزعبي عام 1997، وظهرت في إعلانات تلفزيونية مثل "صابون لوكس"، و"سيارات شيفروليه" مع زوجها الفنان أحمد حلمي، و"شامبو بانتين"، بالإضافة إلى مشاركتها في إعلان "رقائق البطاطا شيبسي" مع الفنان أحمد السقا.

## الحياة الشخصية
تزوجت عام 2002 من الفنان أحمد حلمي، وأنجبت ابنتهما "ليلي" بعد عام. في عام 2014، أنجبت ابنهما الثاني "سليم"، ورزقا بابنهما الثالث "يونس" في عام 2016.

## أعمالها

### الأفلام
| سنة الإنتاج | الفيلم                     | الدور                   | بمشاركة                                                                                              |
| ----------- | -------------------------- | ----------------------- | --- |
| 1998        | اضحك الصورة تطلع حلوة      | تهاني                   | أحمد زكي، ليلى علوي، سناء جميل، عزت أبو عوف، كريم عبد العزيز                                         |
| 1998        | صعيدي في الجامعة الأمريكية | سياده                   | محمد هنيدي، أحمد السقا، طارق لطفي، هاني رمزي، غادة عادل، فتحي عبد الوهاب                             |
| 1998        | القتل اللذيذ               | شيرين                   | ميرفت أمين، إلهام شاهين، سمير صبري، خالد النبوي                                                      |
| 1999        | الحب الأول                 | رانيا                   | مصطفى قمر، طارق لطفي، حنان ترك، هاني رمزي                                                            |
|             | طول الليالي                | سارة إبراهيم عبد الصمد  | عمرو دياب، أحمد سعيد عبد الغني، محمد رياض، محمود عبد المغني، هشام عبد الله، أحمد صيام                |
| 2000        | عمر 2000                   | بييو                    | خالد النبوي، أحمد حلمي، موناليزا، محمد رجب                                                           |
| 2000        | ليه خلتني أحبك             | داليا                   | أحمد حلمي، كريم عبد العزيز، حلا شيحة، رجاء الجداوي، سامي سرحان، مصطفى متولي                          |
| 2001        | أيام السادات               | جيهان السادات           | أحمد زكي، ميرفت أمين، إسعاد يونس، مخلص البحيري، يوسف فوزي، أحمد السقا، سيد عبد الكريم                |
| 2001        | أفريكانو                   | جميلة                   | أحمد السقا، سمير شمص، حسن حسني، أحمد عيد، طلعت زين، نشوى مصطفى                                       |
| 2001        | فارس ظهر الخيل             | زين                     | ليلى فوزي، جمال عبد الناصر، فادية عبد الغني، عزت أبو عوف                                             |
| 2002        | مافيا                      | مريم                    | أحمد السقا، مصطفى شعبان، أحمد رزق، توفيق عبد الحميد، خليل مرسي، سعيد طرابيك                          |
| 2003        | من نظرة عين                | سارة                    | عمرو واكد، بسمة، شريف رمزي، هدى سلطان، سوسن بدر، أحمد راتب، مها أبو عوف                              |
| 2003        | التجربة الدنماركية         | ضيفة                    | عادل إمام، نيكول سابا، مجدي كامل، خالد سرحان، تامر هجرس، أحمد حلمي                                   |
| 2003        | سهر الليالي                | بري                     | شريف منير، فتحي عبد الوهاب، أحمد حلمي، خالد أبو النجا، حنان ترك، علا غانم، جيهان فاضل                |
| 2004        | خالتي فرنسا                | بطة                     | عبلة كامل، عمرو واكد، طلعت زكريا، سامي العدل، أشرف مصيلحي                                            |
| 2005        | دم الغزال                  | سلمى                    | نور الشريف، يسرا، محمود عبد المغني، صلاح عبد الله، عبد العزيز مخيون، شريف سلامة                      |
| 2005        | أحلام عمرنا                | ندى                     | مصطفى شعبان، منة شلبي، رامز جلال، طلعت زين، سناء يونس، ماجدة الخطيب                                  |
| 2005        | أبو علي                    | سلمى                    | كريم عبد العزيز، طلعت زكريا، خالد الصاوي، انتصار، أحمد فؤاد سليم                                     |
| 2006        | عن العشق والهوى            | عالية                   | أحمد السقا، منة شلبي، خالد صالح، غادة عبد الرازق، طارق لطفي، بشرى                                    |
| 2006        | حليم                       | نوال                    | أحمد زكي، من سوريا جمال سليمان وسلاف فواخرجي، هيثم أحمد زكي، عزت أبو عوف، صلاح عبد الله، يوسف الشريف |
| 2007        | تيمور وشفيقة               | شفيقة                   | أحمد السقا، هالة فاخر، رجاء الجداوي، جميل راتب                                                       |
| 2008        | الدادة دودي                | بشخصيتها الحقيقة كممثلة | ياسمين عبد العزيز، صلاح عبد الله، محمد شرف، سامح حسين، صبري فواز                                     |
| 2009        | ولاد العم                  | سلوى                    | كريم عبد العزيز، شريف منير، صبري عبد المنعم، من سوريا سليم كلاس وكندة علوش، إيمان، انتصار            |
| 2009        | إحكي يا شهرزاد             | هبة                     | محمود حميدة، حسن الرداد، حسين الإمام، سوسن بدر، محمد رمضان، رحاب الجمل                               |
| 2011        | 18 يوم                     | منى                     | أحمد حلمي                                                                                            |
| 2015        | أسوار القمر                | زينة                    | عمرو سعد، آسر ياسين، محمد شاهين                                                                      |
| 2016        | من 30 سنة                  | حنان                    | أحمد السقا، ميرفت أمين، شريف منير، رجاء الجداوي، نور، صلاح عبد الله، جميلة عوض                       |
| 2020        | الصندوق الأسود             | ياسمين                  | محمد فراج، مصطفي خاطر، شريف سلامة، أسماء جلال، عبدالرحمن حسن، كريم صبحي، مازن جمال                   |
| 2022        | أصحاب ولا أعز              |                         | |
| 2024        | الرحلة 404                 | غادة                    | محمد فراج، محمد ممدوح، محمد علاء،خالد الصاوي، شيرين رضا، سماء إبراهيم.                               |

### التلفزيون
| سنة الإنتاج                                     | المسلسل                                                    | الدور                                          | بمشاركة |
| ----------------------------------------------- | ---------------------------------------------------------- | ---------------------------------------------- | --- |
| 1994                                            | العائلة                                                    | عواطف                                          | محمود مرسي، عبد المنعم مدبولي، ليلى علوي، خيرية أحمد، محمد رياض، سناء يونس، أمل رزق، ندى بسيوني                        |
| 1995                                            | ليالي الحلمية - الجزء الخامس                               | سونيا                                          | يحيى الفخراني، صفية العمري، صلاح السعدني، إلهام شاهين، يوسف شعبان، ممدوح عبد العليم، هشام سليم، عبلة كامل، صابرين      |
| 1995                                            | الزواج على طريقتي                                          |                                                | شريف منير، ليلى طاهر، عبد المنعم مدبولي، خيرية أحمد، رجاء حسين، نهى العمروسي، فادية عبد الغني                          |
|                                                 | وتمت بحمد الله - سهرة تلفزيونية                            |                                                | أحمد خميس، هالة فاخر، نبيل الهجرسي، عبد الرحمن أبو زهرة، هند عاكف، أحمد شاكر عبد اللطيف                                |
| 1996                                            | نصف ربيع الآخر                                             | علا                                            | يحيى الفخراني، إلهام شاهين، فادية عبد الغني، حنان ترك، محمد رياض، أحمد السقا، سوسن بدر                                 |
| 1996                                            | عدل الأيام                                                 |                                                | معالي زايد، أحمد ماهر، حنان شوقي، صبري عبد المنعم، كمال أبو رية، ياسر جلال                                             |
| 1996                                            | خالتي صفية والدير                                          | عبلة                                           | بوسي، ممدوح عبد العليم، سناء جميل، حمدي غيث، عمر الحريري، عبد الله فرغلي، نشوى مصطفى                                   |
| 1996                                            | لعبة الأيام                                                | ريم                                            | خالد زكي، تيسير فهمي، سماح أنور، يوسف داوود، حمدي الوزير                                                               |
| 1997                                            | ضد التيار                                                  |                                                | سميرة أحمد، محمود ياسين، بوسي، أحمد مظهر، جميل راتب، يوسف شعبان، أمينة رزق، مريم فخر الدين                             |
| 1997                                            | أسرار خاصة                                                 | سارة                                           | مصطفى فهمي، حسن حسني، مديحة حمدي، محمد رياض، جيهان نصر، عزة بهاء، خالد محمود                                           |
| 1997                                            | أهالينا                                                    |                                                | صابرين، هشام سليم، حسن حسني، خيرية أحمد، طارق لطفي، ماجدة الخطيب، سيد عبد الكريم                                       |
| 1997                                            | الدوائر المغلقة                                            | ريهام                                          | فاروق الفيشاوي، رغدة، خالد زكي، رانيا فريد شوقي، عبد العزيز مخيون، محمود قابيل، عزة بهاء                               |
| 1997                                            | زيزينيا                                                    | ألفت                                           | يحيى الفخراني، آثار الحكيم، فردوس عبد الحميد، هدى سلطان، جميل راتب، أبو بكر عزت، أحمد بدير، أحمد السقا                 |
| 1998                                            | جواز على ورق سوليفان - سهرة تلفزيونية                      | فرح                                            | أحمد السقا، أبو بكر عزت، رشوان توفيق، خيرية أحمد، سيد عبد الكريم، أحمد زاهر                                            |
| 1998                                            | ويأخذنا تيار الحياة                                        |                                                | مديحة يسري، شويكار، أبو بكر عزت، حسن حسني، أسامة عباس، دنيا عبد العزيز                                                 |
| 1998                                            | الضوء الشارد                                               | فرحة                                           | سميحة أيوب، ممدوح عبد العليم، يوسف شعبان، رانيا فريد شوقي، محمد رياض، جمال إسماعيل، سلوى خطاب                          |
| 2000                                            | وجع البعاد                                                 |                                                | صلاح السعدني، وائل نور، أبو بكر عزت، محسنة توفيق، رامز جلال                                                            |
| 2002                                            | أمر ازالة                                                  |                                                | كمال الشناوي، آثار الحكيم، تيسير فهمي، عبد الرحمن أبو زهرة، ميرنا وليد، هادي الجيار                                    |
| 2002                                            | جحا المصري                                                 | قمر                                            | يحيى الفخراني، لوسي، حسن حسني، سعاد نصر، رشوان توفيق، أحمد راتب، السيد راضي، عبد الرحمن أبو زهرة                       |
| 2006                                            | السندريلا                                                  | سعاد حسني                                      | لطفي لبيب، يوسف الشريف، غادة رجب، مها أبو عوف، طارق لطفي، رجاء الجداوي، عبد العزيز مخيون                               |
| 2007                                            | لحظات حرجة                                                 | ضيفة، بشخصيتها الحقيقة كممثلة                  | عمرو واكد، محمود عبد المغني، أمير كرارة، بشرى، راندا البحيري                                                           |
| 2011                                            | نونة المأذونة                                              | ضيفة، بشخصيتها الحقيقة كممثلة                  | حنان ترك، رجاء الجداوي، أميرة العايدي، إيهاب فهمي، إيمان السيد، سعيد طرابيك                                            |
| 2013                                            | آسيا                                                       | آسيا                                           | باسم سمرة، صبا مبارك، هاني عادل، مها أبو عوف، سيد رجب                                                                  |
| 2015                                            | لهفة                                                       | ضيفة، بشخصيتها الحقيقة كممثلة                  | دنيا سمير غانم، سمير غانم، هناء الشوربجي، علي ربيع، محمد سلام                                                          |
| 2015                                            | إستيفا - حلقات منفصلة                                      |                                                | مجموعة من الممثلين |
| 2016                                            | أفراح القبة                                                | تحية عبده                                      | الفنان السوري جمال سليمان، من الأردن إياد نصار وصبا مبارك، صابرين، صبري فواز، محمد الشرنوبي، رانيا يوسف، دينا الشربيني |
| 2016                                            | ساترداي نايت لايف بالعربيالموسم الأول، ضيفة الحلقة الثانية | عدة شخصيات                                     | مجموعة من الممثلين |
| 2020 ونحب تاني ليه ( ضيفة شرف بالحلقة الاخيرة ) | نادين خطيبة عبدالله الروبي                                 | الفنانة ياسمين عبدالعزيز، كريم فهمي، شريف منير | |

### المسرح
| سنة الإنتاج | المسرحية       | بمشاركة                                                |
| ----------- | -------------- | ------------------------------------------------------ |
| 1991        | بالعربي الفصيح | محمد صبحي، فتحي عبد الوهاب، مصطفى شعبان                |
| 1998        | يا مسافر وحدك  | نور الشريف، ندى بسيوني، غريب محمود                     |
| 1999        | عفروتو         | محمد هنيدي، حسن حسني، هاني رمزي، ماجدة زكي، أحمد السقا |
| 2003        | كده أوكيه      | أحمد السقا، هاني رمزي، شريف منير، ياسمين عبد العزيز    |

### في الإذاعة والدبلجة
| سنة الإنتاج | العمل                                            | نوعه             | بمشاركة                                                        |
| ----------- | ------------------------------------------------ | ---------------- | -------------------------------------------------------------- |
| 1995        | حكاية لعبةشخصية بو بيب                           | فيلم رسوم متحركة | يحيى الفخراني، أحمد بدير، هاني رمزي، سلوى محمد علي             |
| 2000        | خلوصي حارس خصوصي                                 | مسلسل إذاعي      | هالة صدقي، كريم عبد العزيز، خيرية أحمد، دينا                   |
| 2001        | أطلانتس: الإمبراطورية المفقودةشخصية الأميرة كيدا | فيلم رسوم متحركة | ماجد الكدواني، صبري عبد المنعم، محمد الدفراوي، ضياء عبد الخالق |
| 2003        | ولاد النوني                                      | مسلسل إذاعي      | شريف منير، هاني رمزي، أحمد السقا                               |
| 2005        | حب بالصلصة                                       | مسلسل إذاعي      | أحمد السقا، رجاء الجداوي، لطفي لبيب، طلعت زين                  |
| 2006        | حب من طرف ثالث                                   | مسلسل إذاعي      | أحمد السقا، مجدي كامل، روجينا، سليمان عيد                      |
| 2008        | الهارب                                           | مسلسل إذاعي      | أحمد السقا، ماجد الكدواني، أحمد عيد، حنان مطاوع                |
| 2010        | يا أنا يا أنت                                    | مسلسل إذاعي      | أحمد حلمي، دلال عبد العزيز، رجاء الجداوي                       |
| 2011        | عايش                                             | مسلسل إذاعي      | أحمد حلمي، إدوارد، ريهام حجاج                                  |
| 2017        | شطة هندي                                         | مسلسل إذاعي      | أحمد حلمي، سامح الصريطي، سلوى عثمان                            |

## وصلات خارجية
- منى زكي على موقع IMDb (الإنجليزية)
- منى زكي على موقع قاعدة بيانات الأفلام العربية
- منى زكي على موقع ألو سيني (الفرنسية)
- منى زكي على موقع أول موفي (الإنجليزية)
- منى زكي على موقع قاعدة بيانات الفيلم (الإنجليزية)
- منى زكي على موقع كينوبويسك (الروسية)